# Nicrophorus argutor
Nicrophorus argutor là một loài bọ cánh cứng được tìm thấy ở Nga, Mông Cổ, Trung Quốc và Kazakhstan.